# Пам'ятник на честь Жовтневого повстання

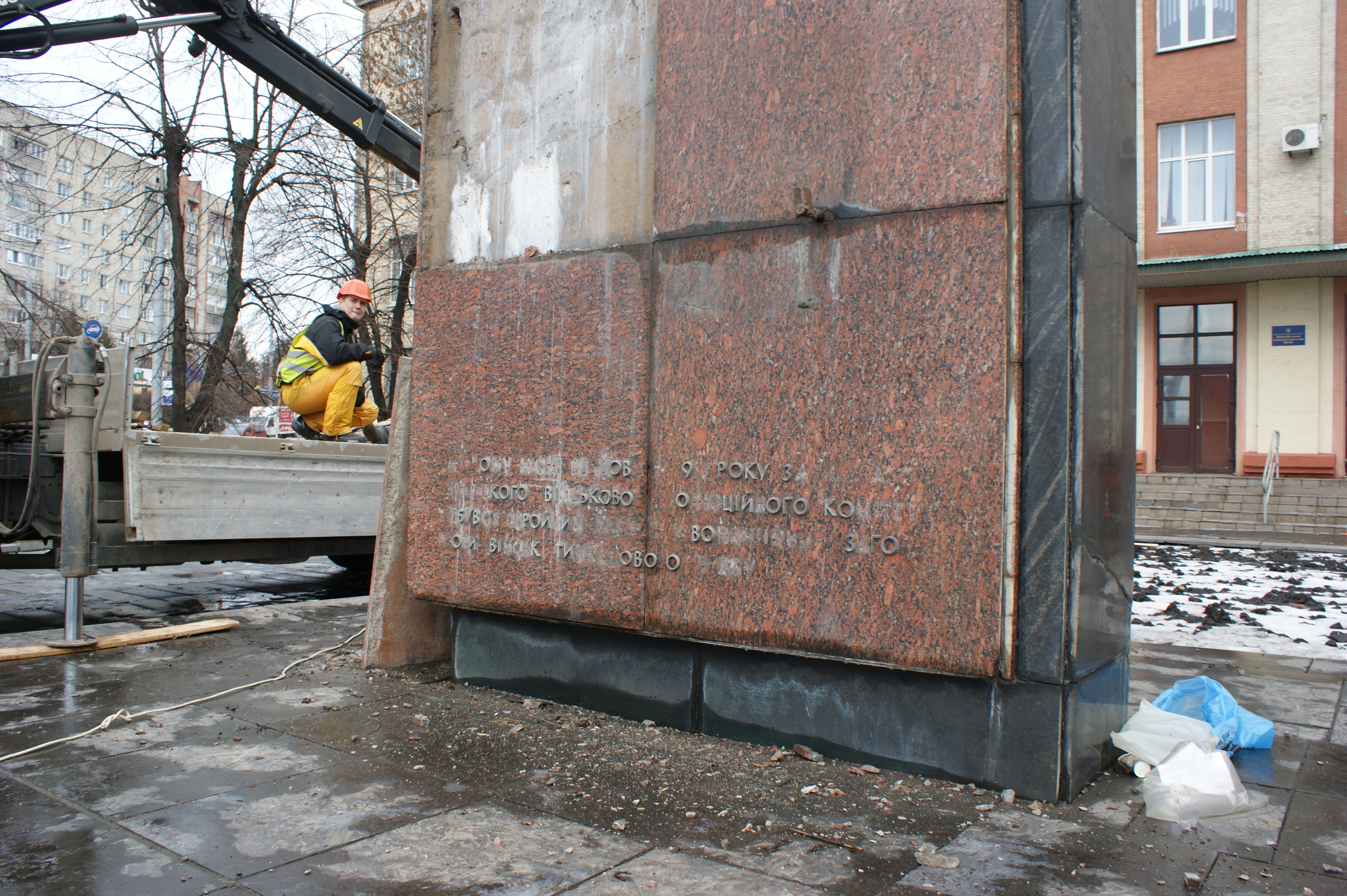
Демонтаж пам'ятника

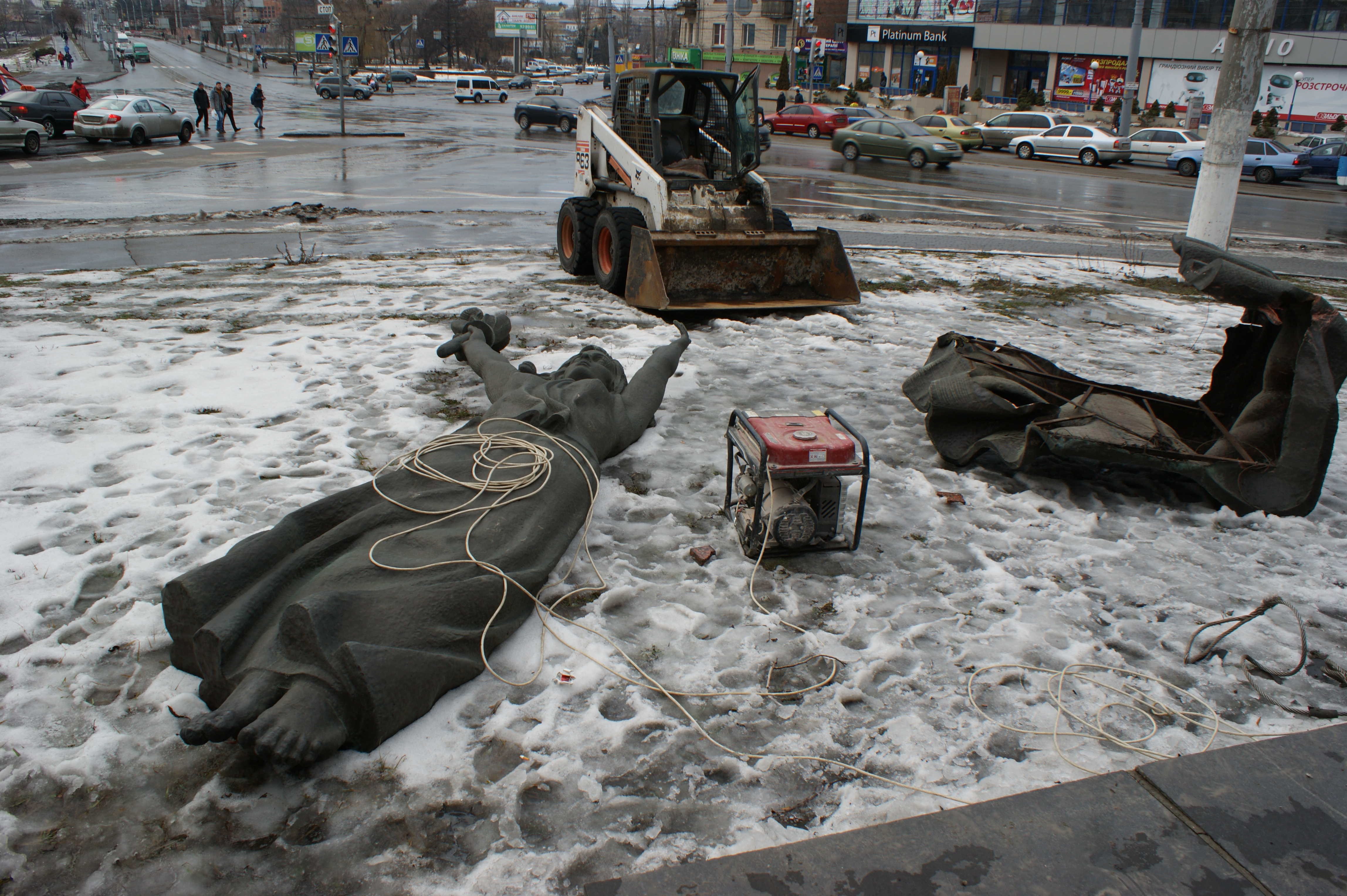
Скинуті фігури на землі

Пам'ятник на честь Жовтневого повстання (інша назва — «Свобода») — двометровий пам'ятник з бетону та бронзи (пам'ятка історії) на площі Героїв Чорнобиля (колишня площа Жовтнева) біля Вінницького коледжу будівництва і архітектури Київського національного університету будівництва та архітектури.

## Історія та опис

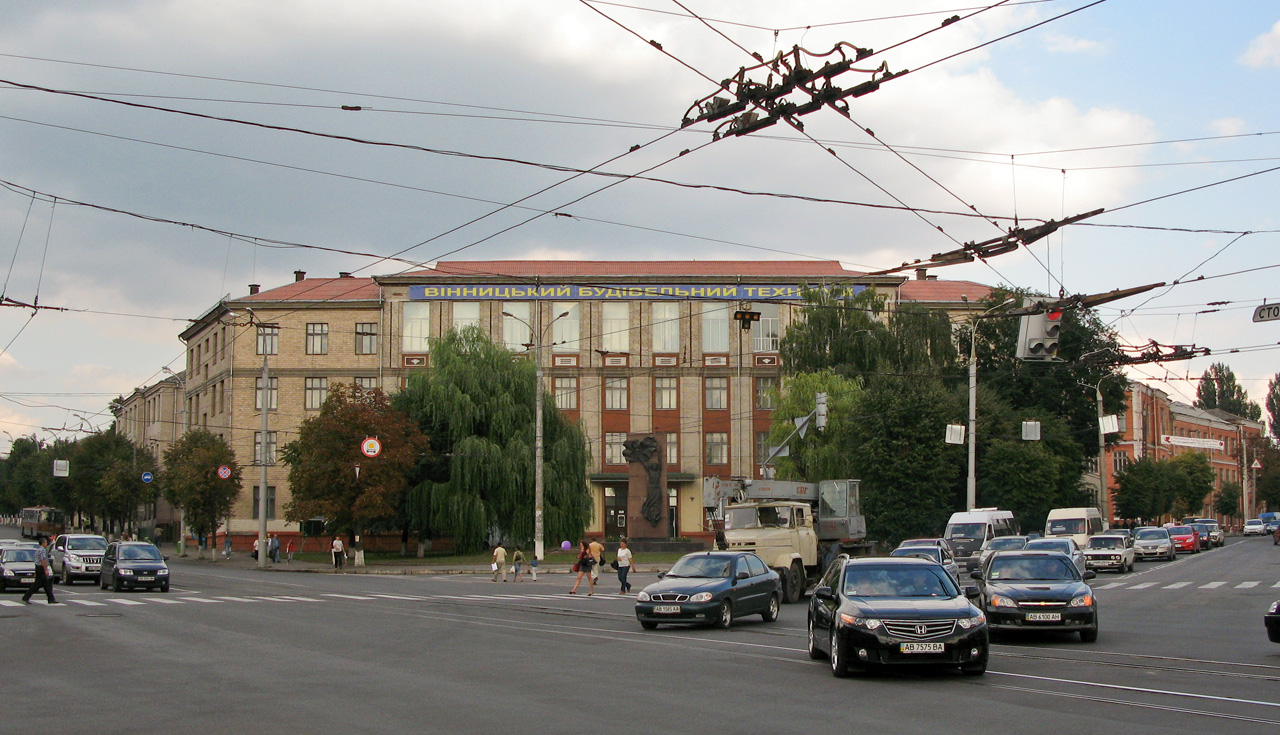
На тлі будівлі коледжу

Побудований у 1968 році. Демонтований 28 січня 2016 року. Скульптор — Анатолій Непорожній.
Вертикальна залізобетонна стелла у вигляді трапеції, яка розширюється догори, на передньому боці якої — бронзовий барельєф жінки на тлі стилізованого зображення сонця, що сходить. В руках жінки факел і лаврова гілка. Внизу стелли прикріплена плита з текстом. Висота — 4,5 м.